# Rubus exeter
Rubus exeter är en rosväxtart som beskrevs av Liberty Hyde Bailey. Rubus exeter ingår i släktet rubusar, och familjen rosväxter. Inga underarter finns listade i Catalogue of Life.